# Trimethylen-karbonát
Trimethylen-karbonát je organická sloučenina, šestičlenný heterocyklus patřící mezi estery kyseliny uhličité. Při zahřátí nebo za přítomnosti katalyzátoru dochází u této látky k otevírání kruhu za vzniku poly(trimethylenkarbonát)u. Vzniklé polykarbonáty se zkoumají pro možná využití v biomedicíně.
Izomerní sloučenina propylen-karbonát nepodléhá samovolné polymerizaci.

## Výroba
Trimethylen-karbonát lze získat z propan-1,3-diolu a ethylchlorformiátu, nebo z oxetanu a oxidu uhličitého, za přítomnosti katalyzátoru:
HOC3H6OH + ClCO2C2H5 → C3H6O2CO + C2H5OH + HCl
C3H6O + CO2 → C3H6O2CO

## Lékařská využití
Poly(trimethylenkarbonát) je biologicky rozložitelným polymerem s využitím v biomedicíně. Blokový kopolymer kyseliny glykolové a trimethylenkarbonátu se používá jako materiál na stehy.